# 张杰 (举重运动员)
张杰（1987年8月26日—），男，福建省三明市大田县广平镇人，中国举重運動員，亦為中国国家举重队成員。

## 簡歷
2010年，张杰在广州亚运会上以321千克获男子62公斤级比赛中获得冠军。
2012年，张杰代表中国出戰英國倫敦舉行的奥林匹克运动会舉重比賽男子62公斤級賽事。
但并没有获取奖牌。